# De Prins (restaurant)
De Prins is een hotel-café-restaurant aan de Kerkstraat 1 in het Friese Makkum.

## Geschiedenis
Herberg de Prins kent een lange historie.
Zo wordt de Prins al in 1684 genoemd. De herbergier Hette Jacobs, die ook bakker is, en zijn vrouw Neeltje Sijtses kopen dan bakkersgereedschappen en herbergiersmiddelen. In 1685 kopen zij bedden met toebehoren
In 1687 krijgt de Prins nieuwe eigenaars: Jarig Lolckes, importeur van bier ('biersteker') te Makkum, en Cornelis van der Heijde, brouwer te Haarlem. De herberg wordt omschreven als een huis met keuken en paardenstal. Verkopers zijn de erfgenamen van Duco Gelli, in leven burgemeester binnen Bolswart.
In 1689 komt er een nieuwe herbergiersechtpaar: Arnoldus Booms en zijn vrouw Antje Caspers. De verhuur geschiedt voor een periode van acht jaren, onder de voorwaarde dat zij slechts Haarlemmer bieren mogen schenken.
Ook in 1760 is er sprake van de herberg De Prins waarvan Frans Johannes kastelein is. Regelmatig worden er publieke veilingen georganiseerd om boerenhoeves, schepen of landbouwgrond te verkopen. Op 1 september 1787 is daar het exercitiegenootschap  For uwz lân, wyv en bern uit Arum ingekwartierd, nadat Harlingen weigert mee te werken aan de aanvoer van ammunitie voor de opstandelingen onder Court Lambertus van Beyma in Franeker.
Ook in 1822 is er sprake van de Herberg de Prins.
Het blokvormige pand wordt omstreeks 1870 verbouwd en in 1924 uitgebreid aan de achterzijde. Het pand doet vanaf 1898 ook dienst als tramhalte op de tramlijn naar Harkezijl. Het voorste gedeelte van het pand is twee lagen hoog, waarvan de onderste laag wit gepleisterd is. De aanbouw uit 1924 telt drie bouwlagen met een zolderverdieping. In de gelagkamer bevindt zich een tegelwand uit 1790 met de afbeeldingen van twaalf schepen. Elke afbeelding is samengesteld uit 24 tegels. De wand is gemaakt door Adam Sijbel een tegelschilder uit Amsterdam, die in 1784 in dienst trad bij de tegelfabriek van Kingma in Makkum.
De Prins is erkend als rijksmonument vanwege de zeldzame tegelwand met schepentableaus, de relatie van de afbeeldingen van de schepen met de nabij gelegen haven en de markante ligging van het gebouw binnen het beschermde dorpsgezicht van Makkum.